# 郭昱晴
郭昱晴（1970年3月29日—），臺灣演員、主持人、藝術家、政治人物，出生於臺北市，以偶像劇《麻辣鮮師》中「萬人美老師」一角為人所知。2024年立法委員選舉時，因長期關注政治，為台灣發聲，挺台立場鮮明，獲民主進步黨提名並當選不分區立法委員。

## 早年
郭昱晴出生於臺北市，就讀臺北市立金華國民中學、臺北市私立文德女子高級中學服裝科。完成技職教育後，她進入淡江大學就讀法國語文學系。

## 演藝生涯
郭昱晴以廣告進入演藝界。2000年參與偶像劇《麻辣鮮師》，飾演個性保守嚴肅的老師「萬人美」。隨著《麻辣鮮師》成為廣受歡迎的電視劇，她亦以此角色成名。她亦在往後的衍生作品演出該角，包括2012年電視劇《智勝鮮師》以及2018年電影《王牌教師 麻辣出擊》。
她陸續參與其他華視、中視電視劇的演出。2005年，她加入東森購物台，開始擔任購物主持人。她2011年改加入森森U-Life，直到2016年方離開。
郭昱晴在2007年緯來電影台原創電影《小胖的故事》飾演老師。2016年她加入《甘味人生》演出陣容，為其首部台語本土劇作品。她亦有演出大愛電視的人生故事電視劇，並在2020年的《迎風而立》、2023年的《最佳配角》擔綱女主角。

## 藝術事業
郭昱晴長期從事袖珍藝術創作，並從事多年教學，在袖珍藝術領域中是著名的人物，其作品在袖珍博物館舉行之首屆「娃娃屋創作比賽」獲獎，並收藏於館內。她也是台灣首位推出袖珍藝術圖文教學工具書相關著作的作者。截至2020年，共出版了三本系列著作。2021年東京奧運期間，她更製作並贈與一系列袖珍作品予東奧台灣選手作為應援。

## 政治生涯
郭昱晴的政治立場偏向台灣本土派，且不吝於表態。她於2020年高雄市市長補選時為民進黨候選人陳其邁站台。
郭昱晴於2024年1月接受美國之音採訪時表示中華人民共和國不該綁架台灣藝人政治立場，而台灣藝人則應衡量賺人民幣的政治風險。郭昱晴表示以台派角度觀察：「台灣有自己的主權、自己的貨幣、自己的國防，本來就不互相隸屬。」
2024年立法委員選舉中，列入民進黨不分區名單第12順位。起先獲得民進黨中央主動接洽，與不分區提名委員之一的卓榮泰會面之後促成提名。最終民進黨獲得13個不分區席次，因此當選。

## 相關事件

### 共諜事件
2025年4月間媒體揭露游錫堃助理盛礎纓涉嫌洩露資料給中國並因此遭台北地檢署偵辦。盛礎纓曾任職於郭昱晴、羅美玲、許智傑、周雅玲、高嘉瑜辦公室。郭昱晴辦公室表示盛曾短暫任職兩個禮拜，且無權接觸機敏資訊。
事後藍委許宇甄表示郭昱晴曾於辦公室門口懸掛蔣中正旗幟，上有「共匪不滅 誓不罷休」等字樣． 然而長期在藍營立委擔任助理涉入共諜案的林岳龍，據悉曾擔任許宇甄，王鴻薇、林倩綺等國民黨立委，和王欣儀議員的辦公室助理。

### 提醒路人勿拍攝幼童，並向警政署舉報/舉發，引發爭議
2025年6月22日，民進黨立委郭昱晴在台北市四平商圈公園發現一名男子在學校附近使用手機直播，懷疑行為可疑並向警政署舉報/舉發。郭昱晴上前提醒勿拍攝公園內幼童的長相，上網提及先前校園附近的新聞事件，引起爭議，文中並未曝光該名男子長相並將影像馬賽克，當日雖即刪文道歉，支持及反對的聲浪都有。
郭昱晴事後表示將認真反省，表示自己動機為理性提醒對方不要拍到小孩的臉；並於隔日6月23日再親傳簡訊向該吳姓男子道歉，男子於隔天公開回應，郭昱晴有將畫面馬賽克，是自己朋友曝光自己的長相，並表示接受郭昱晴的道歉，對媒體表示該事件增加了他影片的流量至少一倍，像開驚喜包一樣。

## 個人生活
2000年與民主進步黨籍前臺北縣縣長尤清的兒子尤昭文愛情長跑17年，並在兩人親朋好友的祝福下訂婚，2006年卻傳因婆媳問題，女方提出解除婚約，消息傳出後，尤清對此向媒體表示郭是好女孩，與自己兒子分手「很可惜」。雙方之後各自嫁娶，彼此祝福。
2008年3月16日，與林宣廷（Justin Lin）結婚，並於2012年誕下長子。林宣廷近十年投入商界，曾擔任某公司大中華區總經理，並於2019年推動公司產品進入中國市場，在電商領域頗有發展。

### 遭在野黨指控配偶曾在中國經商
2025年6月，郭昱晴配偶林宣廷遭詹江村質疑幾年前曾在中國經商賺紅錢。
面對不實指控，郭昱晴隨即公開表示所謂「收紅錢」指的是去中國紅色企業、領中國薪水，卻矮化台灣主權，舉例王鴻薇經常上中國央視接受中國通告費，卻屢屢自我矮化，包括稱賴清德總統為「地區領導人」，正是收紅錢最明顯的例子。但林宣廷領取的是台灣總公司的薪水，是被派去中國分公司短期出差的專業經理人，也自該公司離職超過四年。面對不實指控，林宣廷並發表公開聲明將對不實抹黑言論採取正常法律途徑提告。針對沈伯洋曾說「任何形式的交流都是統戰」，郭昱晴稱兩岸並非不能交流，並稱兩岸要基於尊嚴、不被矮化、平等的立場對話。

## 選舉紀錄
| 年度 | 選舉屆數             | 選舉區                                 | 所屬政黨   | 得票數    | 得票率 | 當選標記 | 備註 |
| ---- | -------------------- | -------------------------------------- | ---------- | --------- | ------ | -------- | ---- |
| 2024 | 第十一屆立法委員選舉 | 全國不分區及僑居國外國民立法委員選舉區 | 民主進步黨 | 4,982,062 | 36.16% |          |      |

## 演出作品

### 電視劇
| 年份   | 首播頻道         | 劇名               | 角色             | 備註       |
| ------ | ---------------- | ------------------ | ---------------- | ---------- |
| 2000年 | 華視             | 《麻辣鮮師》       | 萬人美           | 女主角     |
| 2002年 | 中視             | 《麻辣高校生》     | 心理辅导老师     | 客串       |
| 2002年 | 華視             | 《偷偷愛上你》     | 徐母             |            |
| 2009年 | 中視             | 《青梅竹馬》       | 蕭文惠／蕭雪兒   |            |
| 2010年 | 中視             | 《就想賴著妳》     | 喜憨兒烘焙屋店長 | 客串       |
| 2011年 | 三立都會台       | 《醉後決定愛上你》 | 人妻節目主持人   | 客串       |
| 2011年 | 華視             | 《真心請按兩次鈴》 | 任母             |            |
| 2012年 | 中視             | 《智勝鮮師》       | 萬人美           | 續集女主角 |
| 2014年 | 大愛             | 《光合一加一》     | 劉美吟           |            |
| 2016年 | 三立台灣台       | 《甘味人生》       | 劉淑青           |            |
| 2018年 | 台視             | 《情·份》          | 陳秀華           | 特別演出   |
| 2018年 | 網路劇           | 《翻轉世界守護你》 |                  |            |
| 2019年 | 大愛             | 《最美的相遇》     | 陳母             |            |
| 2019年 | 八大綜合台       | 《靈異街11號》     | 陳敏萱           |            |
| 2020年 | 大愛             | 《迎風而立》       | 林桂香           | 女主角     |
| 2021年 | 三立台灣台       | 《天之驕女》       | 周玉梅           | 特別客串   |
| 2021年 | 台視、三立都會台 | 《一個屋簷下》     | 李琇娟           | 特別演出   |
| 2023年 | 大愛             | 《最佳配角》       | 黃鳳嬌           | 女主角     |

### 電影
- 《小胖的故事》（2007年，緯來電影台）飾演 萬老師
- 《王牌教師 麻辣出擊》（2018年）飾演 萬人美

## 主持作品

### 綜藝節目
- 《好彩頭》（助理主持人，華視）
- 《完全娛樂》假日版（年份待考，三立都會台）

### 其他電視節目
- 東森購物台節目主持人
- 森森百貨購物專家

## 著作
| 年份      | 書名                                               | 出版社   | ISBN               |
| --------- | -------------------------------------------------- | -------- | ------------------ |
| 2004年9月 | 《郭昱晴的娃娃屋》                                 | 尖端出版 | ISBN 9789571028958 |
| 2006年3月 | 《郭昱晴的娃娃屋：袖珍小物的世界》                 | 尖端出版 | ISBN 9789571031507 |
| 2018年6月 | 《郭昱晴的袖珍小物：帶您進入迷人舒壓的娃娃屋世界》 | 尖端出版 | ISBN 9789571080543 |

## 外部連結
- 郭昱晴的Facebook專頁（個人頁面）（繁體中文）
- 郭昱晴的Facebook專頁（粉絲專頁）（繁體中文）
- 華文影史庫 郭昱晴 簡介 （页面存档备份，存于）